# Cyndi Lauper
Cynthia Ann Stephanie "Cyndi" Lauper (New York, New York, 1953. június 22. –) kétszeres Grammy-díjas, emellett Emmy- és Tony-díjas amerikai énekesnő, dalszövegíró, zeneszerző, színésznő, melegjogi aktivista. azon kevés előadóművészek egyike, akiknek GET-je van (Grammy-Emmy-Tony díj).
She’s So Unusual című 1983-as lemeze hatalmas kritikai és közönség siker lett, a lemez dalai pedig örökzöldekké váltak, az album szerepel a "Minden idők 500 legjobb lemeze" listán. Legsikeresebb dalai a "Girls Just Want to Have Fun", a "Time After Time", a "She Bop", és az "All Through the Night". A 21. században is nagy figyelem övezte a karrierjét, számos lemeze mellett első lemezét is többször, többféle verzióban kiadták (legutóbb 2014-ben). Az amerikai zenei élet meghatározó alakja, aki az éneklés mellett az élet számos területén alkotott maradandót.
Legnagyobb sikereit a 80-as években érte el, a könnyűzene történetében ő volt az első olyan előadó, akinek egy nagylemezéről (She's So Unusual) kislemez formájában négy dal is felkerült az amerikai slágerlisták első öt helyére.

## Fiatalkora
Cyndi Lauper New Yorkban nevelkedett római katolikus családban. Apja német és svájci származású, édesanyja pedig olasz-amerikai. Két testvére van, Ellen és Fred. Szüleik elváltak, amikor Lauper ötéves volt. Édesanyja később újra férjhez ment, de az a házasság is válással végződött.
Gyermekként Lauper olyan énekesnők dalait hallgatta mint Judy Garland, Billie Holiday és Ella Fitzgerald, kedvenc együttese pedig a The Beatles volt. 12 évesen kezdett saját dalokat írni és akusztikus gitáron játszani. Gyermekként szerette sokkolni a környezetében élőket kék, zöld és piros színű hajával, őrült ruháival és kihívó viselkedésével. 18 évesen elment otthonról, ahogy ő fogalmazott, hogy "tanulmányozza a művészetet", és az útja Kanadába vitte, ahol csupán két hetet töltött kutyájával Sparkle-lel, mert nem találta a helyét. Ekkor visszatért New Yorkba ahol más, ismert együttesek dalait énekelte különböző szórakozóhelyeken, de nem volt boldog, mert a saját dalait nem játszhatta. 1977-ben a hangszalagjait meg kellett műteni, és az orvosok közölték vele, hogy vélhetően soha többé nem fog tudni sem beszélni, sem énekelni, de ebbe Lauper nem törődött bele, és 13 hónapon át Katie Agrestához járt énekórákat venni, és a hangját erősíteni. Végül nem csak beszéd, de énekhangját is visszanyerte, sőt Katie szerint még kellemesebb lett az énekhangja, mint előtte volt, mert az énekórák alatt Cyndi elsajátíthatta az éneklés minden fortélyát. Lauper sűrűn megemlítette egykori mentorát, és sokféleképpen köszönte meg neki, hogy segített neki az álmai megvalósításában. Nővére akusztikus gitárral ajándékozta meg az énekesnőt, mikor ismét tudott beszélni és énekelni.

## Pályafutása

### A kék angyal
Cyndi Lauper 1978 év végén találkozott John Turi szaxofonossal, aki Ted Rosenblatt menedzsere is volt akkoriban. Turi és Lauper úgy döntöttek együttest alapítanak Blue Angel néven. Felvettek egy demót, és elküldték Steve Massarsky zenei producernek. Massarskynek tetszett Cyndi hangja, ezért szerződést ajánlott nekik a Polydor Recordsnál. Nem sokkal ezután ki is adták első (és egyben utolsó) lemezüket a Blue Angel-t. Cyndi gyűlölte a lemezt, legfőképpen a borítót, egy interjúban azt mondta, úgy néz ki rajta mint egy nagy és ronda madár. Ennek ellenére a Rolling Stone magazinnál a lemezborító helyet kapott a "Minden idők 100 legjobb new wave lemez borítók" listáján. A lemez nagyon jól fogyott, de Cyndi nem volt elégedett vele.
Laupernél ismét kiújult a ciszta a hangszálaiban, ezért ismét elvesztette a hangját több mint fél évre. Az együttes 1981-ben végleg feloszlott, többek közt anyagi okok miatt. Cindy még ugyanebben az évben találkozott egy bárban David Wolff menedzserrel, aki szerződést ajánlott neki az Epic Records leányvállalatánál a Portrait Recordsnál. Wolff felismerte azt is, hogy Lauper hangja nagyon egyedi, és négy oktáv terjedelmű, ezért különös hangsúlyt fordítottak arra, hogy ezt a lemezen is megmutathassák.

### A szokatlan világsztár
Lauper első lemezét 1983-ban adták ki She’s So Unusual címmel. Az album bombaként robbant a lemezpiacon, 65 hétig vezette a slágerlistát és 22 millió példány fogyott belőle világszerte, Lauper pedig világsztárrá vált.[forrás?]
A lemez négy dala is slágerlista vezető lett, ami rekordnak számított. A lemez (és Lauper) legsikeresebb dala a "Girls Just Want to Have Fun" lett, ami az egész világon slágerré vált, és több milliós példányban fogyott. Sokan hasonlították Madonnához, és ezt Lauper gyűlölte.
1985-ben Grammy-díjat nyert mint az "Év legjobb új előadója", további öt Grammyre jelölték a lemezt, ezek közül a legjobb lemezborító kategóriában is, melyet szintén megnyert, de a díjat a lemezborító készítője Janet Perr kapta. Az év dalának a "Time After Time" kapott jelölést, a legjobb női pop vokál előadás kategóriában pedig a "Girls Just Wanna Have Fun", de végül egyik sem nyert. Az MTV Music Awardson az év videóklipje Lauperé lett ("Girls Just Wanna Have Fun"), ezzel pedig átvehette második rangos zenei díját is.
Második lemeze 1986-ban a True Colors volt. A szeptember 15-én kiadott lemez a Billboard 200 lista negyedik helyére került, és 2 millió példányban kelt el az Egyesült Államokban. Ezen a lemezen Lauper már nem csak énekesnőként, de társszerzőként és dalszövegíróként is szerepelt. A True Colors nem volt olyan sikeres mint az előző lemeze, de a címadó dal első helyet ért el a slágerlistán, míg a "Change of Heart" a második lett. A "Boy Blue" viszont már nem ért el slágerlistás helyezést, a bevételt viszont az AIDS-kutatásra fordították. Ugyanebben az évben több film betétdalát is elénekelte.
Lauper harmadik lemeze az 1989 tavaszán megjelent A Night to Remember volt. A lemezen csupán egyetlen slágerlistás dal volt, Grammy-díjra jelölték, melyet nem nyert meg. Cindy 1990-ben részt vett Yoko Ono és Sean Lennon által rendezett John Lennon tribute-esten. 1991-ben férjhez ment David Thornton színészhez.

### Kritikai sikerek
Negyedik albuma az 1993 júniusában megjelent Hat Full of Stars volt, ami hatalmas kritikai sikert ért el, de közönség sikert nem. A lemez megbukott, pedig fontos témákkal foglalkozott, mint a homofóbia, a családon belüli erőszak, a rasszizmus és az abortusz. Cyndi ezeket mind elítélte, és lemezén a békét és egymás elfogadását hirdette. A lemezből mindössze 120 ezer példány fogyott az Államokban, és a 112. helyen zárt a Billborad listáján. Két évvel ezután kiadta első válogatáslemezét Twelve Deadly Cyns...and Then Some címmel. Az album ötmillió példányban kelt el világszerte.
1993-ban Emmy-díjat nyert a Megőrülök érted című szituációs komédiában nyújtott alakításáért.
1997-ben bejelentette, hogy gyermeket vár. Decyln Wallace Thornton Lauper november 17-én született.
Ötödik albuma a Sisters of Avalon volt, és mint előző lemeze, ez is kényes témákat boncolgatott. A "Ballad of Cleo and Joe" egy transzvesztita kettős életét vázolta fel, a "Say a Prayer" című dalt pedig Lauper egy barátja emlékére írta aki AIDS-ben elhunyt. Ahogy előző lemezét, úgy ezt sem támogatta a lemezkiadó az alternatív és sok helyen ellentmondásos dalok miatt, a promóció kevés volt. Annak ellenére, hogy kereskedelmi kudarc volt, az album sok kritikai dicséretet kapott. A People magazin szerint ez a lemez a „kilencvenes években étek volt a testnek és léleknek, Lauper mindenki számára reményt adott”.
1998-ban sok pályatársához hasonlóan ő is készített egy karácsonyi lemezt Merry Christmas...Have a Nice Life címmel. A lemez nem lett sikeres. 1999-ben A Simpson család egyik részében "szerepelt" mint animált szereplő. Az epizódban Lauper elénekli az amerikai himnuszt és a "Girls Just Wanna Have Fun"-t. Ugyanebben az évben részt vesz Cher koncertturnéján.
1999-ben újabb Grammy jelölést kapott a "Disco Inferno" című kislemezéért, mint az "év legjobb dance dala" de nem nyerte meg. 2001-ben újabb sikeretlen lemezzel tért vissza, amely a Shine címet viselte. Ezt követően Lauper hátra hagyta a dance-pop és rock stílust, hogy elkészíthesse jazz lemezét az At Last-et, ami 2003-ban kiadásra is került. A lemez hatalmas kritikai és közönségsiker lett, 4 és fél millió fogyott belőle világszerte. 2005-ben a lemezért szintén kapott egy Grammy jelölést, ám ezt sem nyerte meg. Még ugyanebben az évben kiadta The Body Acoustic című lemezét amely teljes kudarcnak bizonyult. 2006-ban beiktatták nevét a Long Island Music Hall of Fame-be. A zenéléssel nem hagyott fel ezután sem, de színésznői karrierjére is figyelt, szerepelt a Dr. Csont című sorozat több részében is, ahol Avalont, a médiumot játszotta.
2010-ben újra sikeres lemezt adott ki Memphis Blues címmel, amely szintén Grammy jelölést kapott, de ezt sem nyerte meg. 2013-ban a She’s So Unusual című első, debütáló lemezének harmincadik évfordulója alkalmából az albumot ismét kiadták, sok bónusz, kiadatlan és demó dallal együtt, és új, a régihez hasonló rajzolt lemezborítót kapott. Az album digitális formátumban érte el a legnagyobb sikert az iTunes és GooglePlay zeneboltokból. 2013 nyarán turnéval ünnepelte meg a She's So Unusual album 30. évfordulóját. A turné Amerikát és Ausztráliát érintette. Cher Dress to Kill turnéjának speciális vendégeként lépett fel.
2013-ban Tony-díjat nyert a Kinky Boots Musicalért. Ezért a musicalért 13-szor jelölték Tony-díjra. 2014. január 26-án Lauper vezette a Grammy-díjátadó tv-s közvetítését Los Angelesből, ahol később átvette a Grammy-díját, amit a "Kinky Boots" című színházi lemezéért, mely a "év legjobb színházi lemeze" kategóriában nyert.
2016. május 9-én ismét új albummal jelentkezett. A Detour című album híres country előadók dalait Lauper feldolgozásában mutatja be. Az albumon olyan előadók dalait dolgozták fel, mint Wanda Jackson, Willie Nelson, Patsy Cline, Dolly Parton, Jimmy Walker. Az album az USA-ban a Billboard 200-as listán a 29. és a Billboard legjobb country albumok listáján a 4. helyen végzett, elismerő kritikákkal karöltve.
Május 9-én turnéra indult az albummal, melynek Nashville volt az induló pontja és október 8-án Las Vegasban ért véget. A turnén olyan hírességek voltak Lauper vendégei, mint Boy George, Charlie Musselwhite, Indigo Girls, Rosie O'Donnel,The Peach Kings, Operator EMZ.
Lauper bejelentette, hogy 2017. április elsején turnéra indul a Blondie-val (Debbie Harry), melynek helyszínei Ausztrália és Új Zéland lesznek. Ezt követően egészen augusztus végéig Rod Stewarttal karöltve fog turnézni.

## Az aktivista

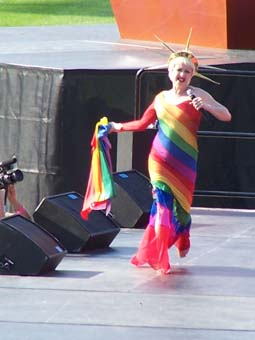
Lauper a Gay Games VII ceremónián 2006-ban

Lauper karrierje eleje óta kampányol az egyenlőségért. A LMBT (leszbikus, meleg, biszexuális, transznemű) társadalom elfogadásáért, és számos meleg büszkeség meneten is részt vett. Csatlakozott több melegjogi érdekvédelmi szervezethez is.
Jótékony munkákat végzett számos AIDS klinikán. Lemezén a "Hat Full of Stars"-on több dal is foglalkozik a homofóbiával. A dalokat Matthew Shepard halála ihlette, akit egy wyomingi pusztán vertek agyon csak azért mert homoszexuális. Shepard halála óriási médiafigyelemmel járt világszerte, és ez volt az első homofób gyilkosság is amire a média rávilágított. Az amerikai állampolgárokat sokkolta a fiatal fiú halála, ahogyan Laupert is.
Emellett több dalt is írt a transzvesztiták elfogadásáért, és tagja lett a Matthew Shepard Alapítványnak is, amelynek a megértés és az elfogadás volt a fő üzenete. 2007-es koncertturnéjának minden bevételét az LMBT társadalom javára írtak a Human Right Campaign segítségével, amely a pénzt az LMBT társadalom megsegítésére fordította.
Szószólója lett a gyűlölet-bűncselekmények megelőzésének, és beadványt nyújtott be a Fehér házba, hogy hivatalosan gyűlölet-bűncselekménynek minősüljön az, ha valaki azért bánt, vagy öl meg egy másik személyt mert annak szexuális irányultsága, a bűncselekmény elkövetője számára elfogadhatatlan. Barack Obama elnök aláírta a beadványt és hatályba lépett a törvény 2010-ben.
2012-ben megkezdte a "Forty to None Project"-et miután megtudta, hogy bár csak az amerikaiak 10%-a vallja magát az LMBT társadalom tagjának addig ez a szám valójában akár 40% is lehet, főleg a hajléktalanok között. A projekt felhívta a figyelmet azokra a hajléktalanokra is, akiknek azért nincs hol lakniuk mert másságuk miatt kitagadták őket, ezek a hajléktalanok rendszerint kiskorúak vagy tinédzserek. Lauper megoldást talált a problémára, létrehozott egy alapítványt ami ezeknek a fiataloknak segít otthont találni. 40 ágyas létesítményeket építettek, melyek ha csak ideiglenesen is, de menedéket nyújtottak a rászorulóknak.
Ezeken a helyeken segítettek a fiataloknak munkát és lakást találni.
2009-ben a H&M divattervezőivel a HIV és AIDS terjedésére, és a tudatos szexuális életre hívta fel a figyelmet, pólókkal és nadrágokkal, legfőképp a fiatalok körében, sikerrel.
Minden évben részt vesz a meleg büszkeség menetén.

## Diszkográfia
- She’s So Unusual (1983)
- True Colors (1986)
- A Night to Remember (1989)
- Hat Full of Stars (1993)
- Sisters of Avalon (1996)
- Merry Christmas... Have a Nice Life (1998)
- At Last (2003)
- Shine (2004)
- Bring Ya to the Brink (2008)
- Memphis Blues (2010)
- Detour (2016)

## Filmográfia
- 2013 – The Last Beat .... Bebe Markham
- 2013 – Section B .... Betty
- 2013 – Henry & Me .... Nurse Cyndi
- 2012 – Bob burgerfalodája .... Performer
- 2011 – Dirty Movie .... Little Johnny anyukája
- 2009 – Dr. Csont .... Avalon Harmonia
- 2009 – Tamo i ovde .... Rose
- 2007 – The Backyardigans
- 2005 – That's So Raven .... Ms. Petuto
- 2004 – Higglytown Heroes .... Operator Hero
- 2000 – Christmas Dream
- 2000 – Alkalom szüli a... .... Sally Mahon
- 1999 – Happily Ever After: Fairy Tales for Every Child .... Pidge
- 1993-1999 – Megőrülök érted .... Marianne Lugasso
- 1999 – The Happy Prince .... Pidge
- 1994 – Mrs. Parker és az ördögi kör .... Picnic Guest
- 1993 – A gyereknepper .... Geena Briganti
- 1991 – Off and Running .... Cyd Morse
- 1990 – Mother Goose Rock 'n' Rhyme .... Mary (Had a Little Lamb)
- 1988 – Rezdülések .... Sylvia Pickel
- 1985 – Édenkert a javából .... Nő az étteremben

## Fordítás
- Ez a szócikk részben vagy egészben  a   Cyndi Lauper című angol Wikipédia-szócikk fordításán alapul.  Az eredeti cikk szerkesztőit annak laptörténete sorolja fel. Ez a jelzés csupán a megfogalmazás eredetét és a szerzői jogokat jelzi, nem szolgál a cikkben szereplő információk forrásmegjelöléseként.
- Ez a szócikk részben vagy egészben  a(z)   Лопер, Синди című orosz Wikipédia-szócikk fordításán alapul.  Az eredeti cikk szerkesztőit annak laptörténete sorolja fel. Ez a jelzés csupán a megfogalmazás eredetét és a szerzői jogokat jelzi, nem szolgál a cikkben szereplő információk forrásmegjelöléseként.